# Fishia discors
Fishia discors är en fjärilsart som beskrevs av Augustus Radcliffe Grote 1881. Fishia discors ingår i släktet Fishia och familjen nattflyn. Inga underarter finns listade i Catalogue of Life.